# Ивановка (Берёзовский сельсовет)
Ивановка — деревня в Тербунском районе Липецкой области России. Входит в состав Берёзовского сельсовета.

## География
Деревня находится в юго-западной части Липецкой области, в лесостепной зоне, в пределах Среднерусской возвышенности, на левом берегу реки Верхний Олымчик, на расстоянии примерно 5 километров (по прямой) к юго-юго-востоку (SSE) от села Тербуны, административного центра района. Абсолютная высота — 170 метров над уровнем моря.
Климат умеренно континентальный с теплым летом и умеренно морозной зимой. Годовое количество осадков — 450—500 мм. Средняя температура января составляет −9,5°, июля — +19,5°.
Часовой пояс
Деревня Ивановка, как и вся Липецкая область, находится в часовой зоне МСК (московское время). Смещение применяемого времени относительно UTC составляет +3:00.

## Население
| 2010 |
| ---- |
| 260  |

Гендерный состав
По данным Всероссийской переписи населения 2010 года в гендерной структуре населения мужчины составляли 47,3 %, женщины — соответственно 52,7 %.
Национальный состав
Согласно результатам переписи 2002 года, в национальной структуре населения русские составляли 98 % из 292 чел.

## Улицы
Уличная сеть деревни состоит из четырёх улиц.